# Incontri ufficiali della nazionale maschile di calcio della Francia dal 1971 al 2000
Questa è la cronologia completa delle partite ufficiali della nazionale di calcio della Francia dal 1971 al 2000.

## Partite dal 1971 al 1980
| Cronologia completa delle presenze e delle reti in nazionale ― Francia | Cronologia completa delle presenze e delle reti in nazionale ― Francia | Cronologia completa delle presenze e delle reti in nazionale ― Francia | Cronologia completa delle presenze e delle reti in nazionale ― Francia | Cronologia completa delle presenze e delle reti in nazionale ― Francia | Cronologia completa delle presenze e delle reti in nazionale ― Francia | Cronologia completa delle presenze e delle reti in nazionale ― Francia            | Cronologia completa delle presenze e delle reti in nazionale ― Francia |
| Data                                                                   | Città                                                                  | In casa                                                                | Risultato                                                              | Ospiti                                                                 | Competizione                                                           | Reti                                                                              | Note                                                                   |
| ---------------------------------------------------------------------- | ---------------------------------------------------------------------- | ---------------------------------------------------------------------- | ---------------------------------------------------------------------- | ---------------------------------------------------------------------- | ---------------------------------------------------------------------- | --------------------------------------------------------------------------------- | ---------------------------------------------------------------------- |
| 8-1-1971                                                               | Buenos Aires                                                           | Argentina                                                              | 3 – 4                                                                  | Francia                                                                | Amichevole                                                             | Charly Loubet Jean Djorkaeff Georges Lech Hervé Revelli                           | All:G. Boulogne Cap:                                                   |
| 12-1-1971                                                              | Mar del Plata                                                          | Argentina                                                              | 2 – 0                                                                  | Francia                                                                | Amichevole                                                             | -                                                                                 | All:G. Boulogne Cap:                                                   |
| 17-3-1971                                                              | Valencia                                                               | Spagna                                                                 | 2 – 2                                                                  | Francia                                                                | Amichevole                                                             | 2 Hervé Revelli                                                                   | All:G. Boulogne Cap:                                                   |
| 24-4-1971                                                              | Budapest                                                               | Ungheria                                                               | 1 – 1                                                                  | Francia                                                                | Qual. Euro 1972                                                        | Hervé Revelli                                                                     | All:G. Boulogne Cap:                                                   |
| 8-9-1971                                                               | Oslo                                                                   | Norvegia                                                               | 1 – 3                                                                  | Francia                                                                | Qual. Euro 1972                                                        | Jacky Vergnes Charly Loubet Bernard Blanchet                                      | All:G. Boulogne Cap:                                                   |
| 9-10-1971                                                              | Parigi                                                                 | Francia                                                                | 0 – 2                                                                  | Ungheria                                                               | Qual. Euro 1972                                                        | -                                                                                 | All:G. Boulogne Cap:                                                   |
| 10-11-1971                                                             | Nantes                                                                 | Francia                                                                | 2 – 1                                                                  | Bulgaria                                                               | Qual. Euro 1972                                                        | Georges Lech Charly Loubet                                                        | All:G. Boulogne Cap:                                                   |
| 4-12-1971                                                              | Sofia                                                                  | Bulgaria                                                               | 2 – 1                                                                  | Francia                                                                | Qual. Euro 1972                                                        | Bernard Blanchet                                                                  | All:G. Boulogne Cap:                                                   |
| 8-4-1972                                                               | Bucarest                                                               | Romania                                                                | 2 – 0                                                                  | Francia                                                                | Amichevole                                                             | -                                                                                 | All:G. Boulogne Cap:                                                   |
| 11-6-1972                                                              | Salvador                                                               | America centrale                                                       | 0 – 5                                                                  | Francia                                                                | Amichevole                                                             | Georges Bereta 3 Hervé Revelli autorete                                           | All:G. Boulogne Cap:                                                   |
| 15-6-1972                                                              | Maceió                                                                 | Africa                                                                 | 0 – 2                                                                  | Francia                                                                | Amichevole                                                             | Bernard Blanchet Louis Floch                                                      | All:G. Boulogne Cap:                                                   |
| 18-6-1972                                                              | Salvador                                                               | Colombia                                                               | 2 – 3                                                                  | Francia                                                                | Amichevole                                                             | 2 Charly Loubet Marc Molitor                                                      | All:G. Boulogne Cap:                                                   |
| 25-6-1972                                                              | Salvador                                                               | Argentina                                                              | 0 – 0                                                                  | Francia                                                                | Amichevole                                                             | -                                                                                 | All:G. Boulogne Cap:                                                   |
| 2-9-1972                                                               | Atene                                                                  | Grecia                                                                 | 1 – 3                                                                  | Francia                                                                | Amichevole                                                             | Henri Michel Hervé Revelli Jean-Michel Larqué                                     | All:G. Boulogne Cap:                                                   |
| 13-10-1972                                                             | Parigi                                                                 | Francia                                                                | 1 – 0                                                                  | Unione Sovietica                                                       | Qual. Mondiali 1974                                                    | Georges Bereta                                                                    | All:G. Boulogne Cap:                                                   |
| 15-11-1972                                                             | Dublino                                                                | Irlanda                                                                | 2 – 1                                                                  | Francia                                                                | Qual. Mondiali 1974                                                    | Jean-Michel Larqué                                                                | All:G. Boulogne Cap:                                                   |
| 3-3-1973                                                               | Parigi                                                                 | Francia                                                                | 1 – 2                                                                  | Portogallo                                                             | Amichevole                                                             | Marc Molitor                                                                      | All:G. Boulogne Cap:                                                   |
| 19-5-1973                                                              | Parigi                                                                 | Francia                                                                | 1 – 1                                                                  | Irlanda                                                                | Qual. Mondiali 1974                                                    | Serge Chiesa                                                                      | All:G. Boulogne Cap:                                                   |
| 26-5-1973                                                              | Mosca                                                                  | Unione Sovietica                                                       | 2 – 0                                                                  | Francia                                                                | Qual. Mondiali 1974                                                    | -                                                                                 | All:G. Boulogne Cap:                                                   |
| 8-9-1973                                                               | Parigi                                                                 | Francia                                                                | 3 – 1                                                                  | Grecia                                                                 | Amichevole                                                             | Roger Jouve Marc Berdoll Serge Chiesa                                             | All:S. Kovács Cap:                                                     |
| 12-10-1973                                                             | Gelsenkirchen                                                          | Germania Ovest                                                         | 2 – 1                                                                  | Francia                                                                | Amichevole                                                             | Marius Trésor                                                                     | All:S. Kovács Cap:                                                     |
| 16-11-1973                                                             | Parigi                                                                 | Francia                                                                | 3 – 0                                                                  | Danimarca                                                              | Amichevole                                                             | Georges Bereta autorete Hervé Revelli                                             | All:S. Kovács Cap:                                                     |
| 23-3-1974                                                              | Parigi                                                                 | Francia                                                                | 1 – 0                                                                  | Romania                                                                | Amichevole                                                             | Georges Bereta                                                                    | All:S. Kovács Cap:                                                     |
| 27-4-1974                                                              | Praga                                                                  | Cecoslovacchia                                                         | 3 – 3                                                                  | Francia                                                                | Amichevole                                                             | Serge Chiesa 2 Bernard Lacombe                                                    | All:S. Kovács Cap:                                                     |
| 18-5-1974                                                              | Parigi                                                                 | Francia                                                                | 0 – 1                                                                  | Argentina                                                              | Amichevole                                                             | -                                                                                 | All:S. Kovács Cap:                                                     |
| 7-9-1974                                                               | Breslavia                                                              | Polonia                                                                | 2 – 0                                                                  | Francia                                                                | Amichevole                                                             | -                                                                                 | All:S. Kovács Cap:                                                     |
| 12-10-1974                                                             | Bruxelles                                                              | Belgio                                                                 | 2 – 1                                                                  | Francia                                                                | Qual. Euro 1976                                                        | Christian Coste                                                                   | All:S. Kovács Cap:                                                     |
| 16-11-1974                                                             | Parigi                                                                 | Francia                                                                | 2 – 2                                                                  | Germania Est                                                           | Qual. Euro 1976                                                        | Jean-Marc Guillou Jean Gallice                                                    | All:S. Kovács Cap:                                                     |
| 26-3-1975                                                              | Parigi                                                                 | Francia                                                                | 2 – 0                                                                  | Ungheria                                                               | Amichevole                                                             | Henri Michel Patrick Parizon                                                      | All:S. Kovács Cap:                                                     |
| 26-4-1975                                                              | Colombes                                                               | Francia                                                                | 0 – 2                                                                  | Portogallo                                                             | Amichevole                                                             | -                                                                                 | All:S. Kovács Cap:                                                     |
| 25-5-1975                                                              | Reykjavík                                                              | Islanda                                                                | 0 – 0                                                                  | Francia                                                                | Qual. Euro 1976                                                        | -                                                                                 | All:S. Kovács Cap:                                                     |
| 3-9-1975                                                               | Nantes                                                                 | Francia                                                                | 3 – 0                                                                  | Islanda                                                                | Qual. Euro 1976                                                        | 2 Jean-Marc Guillou Marc Berdoll                                                  | All:S. Kovács Cap:                                                     |
| 12-10-1975                                                             | Lipsia                                                                 | Germania Est                                                           | 2 – 1                                                                  | Francia                                                                | Qual. Euro 1976                                                        | Dominique Bathenay                                                                | All:S. Kovács Cap:                                                     |
| 15-11-1975                                                             | Parigi                                                                 | Francia                                                                | 0 – 0                                                                  | Belgio                                                                 | Qual. Euro 1976                                                        | -                                                                                 | All:S. Kovács Cap:                                                     |
| 26-3-1976                                                              | Parigi                                                                 | Francia                                                                | 2 – 2                                                                  | Cecoslovacchia                                                         | Amichevole                                                             | Gérard Soler Michel Platini                                                       | All:M. Hidalgo Cap:                                                    |
| 24-4-1976                                                              | Lens                                                                   | Francia                                                                | 2 – 0                                                                  | Polonia                                                                | Amichevole                                                             | Robert Pintenat Patrick Revelli                                                   | All:M. Hidalgo Cap:                                                    |
| 22-5-1976                                                              | Budapest                                                               | Ungheria                                                               | 1 – 0                                                                  | Francia                                                                | Amichevole                                                             | -                                                                                 | All:M. Hidalgo Cap:                                                    |
| 1-9-1976                                                               | Copenaghen                                                             | Danimarca                                                              | 1 – 1                                                                  | Francia                                                                | Amichevole                                                             | Michel Platini                                                                    | All:M. Hidalgo Cap:                                                    |
| 9-10-1976                                                              | Sofia                                                                  | Bulgaria                                                               | 2 – 2                                                                  | Francia                                                                | Qual. Mondiali 1978                                                    | Michel Platini Bernard Lacombe                                                    | All:M. Hidalgo Cap:                                                    |
| 17-11-1976                                                             | Parigi                                                                 | Francia                                                                | 2 – 0                                                                  | Irlanda                                                                | Qual. Mondiali 1978                                                    | Michel Platini Dominique Bathenay                                                 | All:M. Hidalgo Cap:                                                    |
| 23-2-1977                                                              | Parigi                                                                 | Francia                                                                | 1 – 0                                                                  | Germania Ovest                                                         | Amichevole                                                             | Olivier Rouyer                                                                    | All:M. Hidalgo Cap:                                                    |
| 30-3-1977                                                              | Dublino                                                                | Irlanda                                                                | 1 – 0                                                                  | Francia                                                                | Qual. Mondiali 1978                                                    | -                                                                                 | All:M. Hidalgo Cap:                                                    |
| 23-4-1977                                                              | Ginevra                                                                | Svizzera                                                               | 0 – 4                                                                  | Francia                                                                | Amichevole                                                             | Michel Platini Didier Six Dominique Rocheteau Olivier Rouyer                      | All:M. Hidalgo Cap:                                                    |
| 26-6-1977                                                              | Buenos Aires                                                           | Argentina                                                              | 0 – 0                                                                  | Francia                                                                | Amichevole                                                             | -                                                                                 | All:M. Hidalgo Cap:                                                    |
| 30-6-1977                                                              | Rio de Janeiro                                                         | Brasile                                                                | 2 – 2                                                                  | Francia                                                                | Amichevole                                                             | Didier Six Marius Trésor                                                          | All:M. Hidalgo Cap:                                                    |
| 8-10-1977                                                              | Parigi                                                                 | Francia                                                                | 0 – 0                                                                  | Unione Sovietica                                                       | Amichevole                                                             | -                                                                                 | All:M. Hidalgo Cap:                                                    |
| 16-11-1977                                                             | Parigi                                                                 | Francia                                                                | 3 – 1                                                                  | Bulgaria                                                               | Qual. Mondiali 1978                                                    | Dominique Rocheteau Michel Platini Christian Dalger                               | All:M. Hidalgo Cap:                                                    |
| 8-2-1978                                                               | Napoli                                                                 | Italia                                                                 | 2 – 2                                                                  | Francia                                                                | Amichevole                                                             | Dominique Bathenay Michel Platini                                                 | All:M. Hidalgo Cap:                                                    |
| 8-3-1978                                                               | Parigi                                                                 | Francia                                                                | 2 – 0                                                                  | Portogallo                                                             | Amichevole                                                             | Bruno Baronchelli Marc Berdoll                                                    | All:M. Hidalgo Cap:                                                    |
| 1-4-1978                                                               | Parigi                                                                 | Francia                                                                | 1 – 0                                                                  | Brasile                                                                | Amichevole                                                             | Michel Platini                                                                    | All:M. Hidalgo Cap:                                                    |
| 11-5-1978                                                              | Tolosa                                                                 | Francia                                                                | 2 – 1                                                                  | Iran                                                                   | Amichevole                                                             | Albert Gemmrich Didier Six                                                        | All:M. Hidalgo Cap:                                                    |
| 19-5-1978                                                              | Villeneuve-d'Ascq                                                      | Francia                                                                | 2 – 0                                                                  | Tunisia                                                                | Amichevole                                                             | Michel Platini Christian Dalger                                                   | All:M. Hidalgo Cap:                                                    |
| 2-6-1978                                                               | Mar del Plata                                                          | Italia                                                                 | 2 – 1                                                                  | Francia                                                                | Mondiali 1978 - 1º turno                                               | Bernard Lacombe                                                                   | All:M. Hidalgo Cap:                                                    |
| 6-6-1978                                                               | Buenos Aires                                                           | Argentina                                                              | 2 – 1                                                                  | Francia                                                                | Mondiali 1978 - 1º turno                                               | Michel Platini                                                                    | All:M. Hidalgo Cap:                                                    |
| 10-6-1978                                                              | Mar del Plata                                                          | Francia                                                                | 3 – 1                                                                  | Ungheria                                                               | Mondiali 1978 - 1º turno                                               | Christian Lopez Marc Berdoll Dominique Rocheteau                                  | All:M. Hidalgo Cap:                                                    |
| 1-9-1978                                                               | Parigi                                                                 | Francia                                                                | 2 – 2                                                                  | Svezia                                                                 | Qual. Euro 1980                                                        | Marc Berdoll Didier Six                                                           | All:M. Hidalgo Cap:                                                    |
| 7-10-1978                                                              | Lussemburgo                                                            | Lussemburgo                                                            | 1 – 3                                                                  | Francia                                                                | Qual. Euro 1980                                                        | Didier Six Marius Trésor Albert Gemmrich                                          | All:M. Hidalgo Cap:                                                    |
| 8-11-1978                                                              | Parigi                                                                 | Francia                                                                | 1 – 0                                                                  | Spagna                                                                 | Amichevole                                                             | Léonard Specht                                                                    | All:M. Hidalgo Cap:                                                    |
| 25-2-1979                                                              | Parigi                                                                 | Francia                                                                | 3 – 0                                                                  | Lussemburgo                                                            | Qual. Euro 1980                                                        | Jean Petit Albert Emon Jean-François Larios                                       | All:M. Hidalgo Cap:                                                    |
| 4-4-1979                                                               | Bratislava                                                             | Cecoslovacchia                                                         | 2 – 0                                                                  | Francia                                                                | Qual. Euro 1980                                                        | -                                                                                 | All:M. Hidalgo Cap:                                                    |
| 2-5-1979                                                               | New York                                                               | Stati Uniti                                                            | 0 – 6                                                                  | Francia                                                                | Amichevole                                                             | 3 Bernard Lacombe autorete Loïc Amisse Didier Six                                 | All:M. Hidalgo Cap:                                                    |
| 5-9-1979                                                               | Stoccolma                                                              | Svezia                                                                 | 1 – 3                                                                  | Francia                                                                | Qual. Euro 1980                                                        | Bernard Lacombe Michel Platini Patrick Battiston                                  | All:M. Hidalgo Cap:                                                    |
| 10-10-1979                                                             | Parigi                                                                 | Francia                                                                | 3 – 0                                                                  | Stati Uniti                                                            | Amichevole                                                             | Michel Platini Roland Wagner Loïc Amisse                                          | All:M. Hidalgo Cap:                                                    |
| 17-11-1979                                                             | Parigi                                                                 | Francia                                                                | 2 – 1                                                                  | Cecoslovacchia                                                         | Qual. Euro 1980                                                        | Éric Pécout Patrick Rampillon                                                     | All:M. Hidalgo Cap:                                                    |
| 27-2-1980                                                              | Parigi                                                                 | Francia                                                                | 5 – 1                                                                  | Grecia                                                                 | Amichevole                                                             | Dominique Bathenay 2 Michel Platini Didier Christophe Yannick Stopyra             | All:M. Hidalgo Cap:                                                    |
| 26-3-1980                                                              | Parigi                                                                 | Francia                                                                | 0 – 0                                                                  | Paesi Bassi                                                            | Amichevole                                                             | -                                                                                 | All:M. Hidalgo Cap:                                                    |
| 23-5-1980                                                              | Mosca                                                                  | Unione Sovietica                                                       | 1 – 0                                                                  | Francia                                                                | Amichevole                                                             | -                                                                                 | All:M. Hidalgo Cap:                                                    |
| 11-10-1980                                                             | Limassol                                                               | Cipro                                                                  | 0 – 7                                                                  | Francia                                                                | Qual. Mondiali 1982                                                    | Bernard Lacombe 2 Michel Platini 2 Jean-François Larios Didier Six Jacques Zimako | All:M. Hidalgo Cap:                                                    |
| 29-10-1980                                                             | Parigi                                                                 | Francia                                                                | 2 – 0                                                                  | Irlanda                                                                | Qual. Mondiali 1982                                                    | Michel Platini Jacques Zimako                                                     | All:M. Hidalgo Cap:                                                    |
| 19-11-1980                                                             | Hannover                                                               | Germania Ovest                                                         | 4 – 1                                                                  | Francia                                                                | Amichevole                                                             | Jean-François Larios                                                              | All:M. Hidalgo Cap:                                                    |
| Totale                                                                 |                                                                        | Presenze                                                               | 70                                                                     |                                                                        | Reti                                                                   | 121                                                                               |                                                                        |

## Partite dal 1981 al 1990
| Cronologia completa delle presenze e delle reti in nazionale ― Francia | Cronologia completa delle presenze e delle reti in nazionale ― Francia | Cronologia completa delle presenze e delle reti in nazionale ― Francia | Cronologia completa delle presenze e delle reti in nazionale ― Francia | Cronologia completa delle presenze e delle reti in nazionale ― Francia | Cronologia completa delle presenze e delle reti in nazionale ― Francia | Cronologia completa delle presenze e delle reti in nazionale ― Francia | Cronologia completa delle presenze e delle reti in nazionale ― Francia |
| Data                                                                   | Città                                                                  | In casa                                                                | Risultato                                                              | Ospiti                                                                 | Competizione                                                           | Reti                                                                   | Note                                                                   |
| ---------------------------------------------------------------------- | ---------------------------------------------------------------------- | ---------------------------------------------------------------------- | ---------------------------------------------------------------------- | ---------------------------------------------------------------------- | ---------------------------------------------------------------------- | ---------------------------------------------------------------------- | ---------------------------------------------------------------------- |
| 18-2-1981                                                              | Madrid                                                                 | Spagna                                                                 | 1 – 0                                                                  | Francia                                                                | Amichevole                                                             | -                                                                      | All:G. Boulogne Cap:                                                   |
| 25-3-1981                                                              | Rotterdam                                                              | Paesi Bassi                                                            | 1 – 0                                                                  | Francia                                                                | Qual. Mondiali 1982                                                    | -                                                                      | All:G. Boulogne Cap:                                                   |
| 29-4-1981                                                              | Parigi                                                                 | Francia                                                                | 3 – 2                                                                  | Belgio                                                                 | Qual. Mondiali 1982                                                    | 2 Gérard Soler Didier Six                                              | All:G. Boulogne Cap:                                                   |
| 15-5-1981                                                              | Parigi                                                                 | Francia                                                                | 1 – 3                                                                  | Brasile                                                                | Amichevole                                                             | Didier Six                                                             | All:G. Boulogne Cap:                                                   |
| 9-9-1981                                                               | Bruxelles                                                              | Belgio                                                                 | 2 – 0                                                                  | Francia                                                                | Qual. Mondiali 1982                                                    | -                                                                      | All:G. Boulogne Cap:                                                   |
| 14-10-1981                                                             | Dublino                                                                | Irlanda                                                                | 3 – 2                                                                  | Francia                                                                | Qual. Mondiali 1982                                                    | Bruno Bellone Michel Platini                                           | All:G. Boulogne Cap:                                                   |
| 18-11-1981                                                             | Parigi                                                                 | Francia                                                                | 2 – 0                                                                  | Paesi Bassi                                                            | Qual. Mondiali 1982                                                    | Michel Platini Didier Six                                              | All:G. Boulogne Cap:                                                   |
| 5-12-1981                                                              | Parigi                                                                 | Francia                                                                | 4 – 0                                                                  | Cipro                                                                  | Qual. Mondiali 1982                                                    | Dominique Rocheteau 2 Bernard Lacombe Bernard Genghini                 | All:G. Boulogne Cap:                                                   |
| 23-2-1982                                                              | Parigi                                                                 | Francia                                                                | 2 – 0                                                                  | Italia                                                                 | Amichevole                                                             | Michel Platini Daniel Bravo                                            | All:G. Boulogne Cap:                                                   |
| 24-3-1982                                                              | Parigi                                                                 | Francia                                                                | 4 – 0                                                                  | Irlanda del Nord                                                       | Amichevole                                                             | Bernard Zénier Alain Couriol Jean-François Larios Bernard Genghini     | All:G. Boulogne Cap:                                                   |
| 28-4-1982                                                              | Parigi                                                                 | Francia                                                                | 0 – 1                                                                  | Perù                                                                   | Amichevole                                                             | -                                                                      | All:G. Boulogne Cap:                                                   |
| 15-5-1982                                                              | Lione                                                                  | Francia                                                                | 0 – 0                                                                  | Bulgaria                                                               | Amichevole                                                             | -                                                                      | All:G. Boulogne Cap:                                                   |
| 2-6-1982                                                               | Tolosa                                                                 | Francia                                                                | 0 – 1                                                                  | Galles                                                                 | Amichevole                                                             | -                                                                      | All:G. Boulogne Cap:                                                   |
| 16-6-1982                                                              | Bilbao                                                                 | Inghilterra                                                            | 3 – 1                                                                  | Francia                                                                | Mondiali 1982 - 1º turno                                               | Gérard Soler                                                           | All:G. Boulogne Cap:                                                   |
| 21-6-1982                                                              | Valladolid                                                             | Francia                                                                | 4 – 1                                                                  | Kuwait                                                                 | Mondiali 1982 - 1º turno                                               | Bernard Genghini Michel Platini Didier Six Maxime Bossis               | All:G. Boulogne Cap:                                                   |
| 24-6-1982                                                              | Valladolid                                                             | Francia                                                                | 1 – 1                                                                  | Cecoslovacchia                                                         | Mondiali 1982 - 1º turno                                               | Didier Six                                                             | All:G. Boulogne Cap:                                                   |
| 28-6-1982                                                              | Madrid                                                                 | Austria                                                                | 0 – 1                                                                  | Francia                                                                | Mondiali 1982 - 2º turno                                               | Bernard Genghini                                                       | All:G. Boulogne Cap:                                                   |
| 4-7-1982                                                               | Madrid                                                                 | Irlanda del Nord                                                       | 1 – 4                                                                  | Francia                                                                | Mondiali 1982 - 2º turno                                               | 2 Alain Giresse 2 Dominique Rocheteau                                  | All:G. Boulogne Cap:                                                   |
| 8-7-1982                                                               | Siviglia                                                               | Germania Ovest                                                         | 3 – 3 (5-4 dtr)                                                        | Francia                                                                | Mondiali 1982 - Semifinale                                             | Michel Platini Marius Trésor Alain Giresse                             | All:G. Boulogne Cap:                                                   |
| 10-7-1982                                                              | Alicante                                                               | Polonia                                                                | 3 – 2                                                                  | Francia                                                                | Mondiali 1982 - Finale 3º-4º posto                                     | René Girard Alain Couriol                                              | All:G. Boulogne Cap:                                                   |
| 31-8-1982                                                              | Parigi                                                                 | Francia                                                                | 0 – 4                                                                  | Polonia                                                                | Amichevole                                                             | -                                                                      | All:G. Boulogne Cap:                                                   |
| 6-10-1982                                                              | Parigi                                                                 | Francia                                                                | 1 – 0                                                                  | Ungheria                                                               | Amichevole                                                             | Laurent Roussey                                                        | All:G. Boulogne Cap:                                                   |
| 10-11-1982                                                             | Rotterdam                                                              | Paesi Bassi                                                            | 1 – 2                                                                  | Francia                                                                | Amichevole                                                             | Patrick Battiston Michel Platini                                       | All:G. Boulogne Cap:                                                   |
| 16-2-1983                                                              | Guimarães                                                              | Portogallo                                                             | 0 – 3                                                                  | Francia                                                                | Amichevole                                                             | 2 Yannick Stopyra Jean-Marc Ferreri                                    | All:G. Boulogne Cap:                                                   |
| 23-3-1983                                                              | Parigi                                                                 | Francia                                                                | 1 – 1                                                                  | Unione Sovietica                                                       | Amichevole                                                             | Luis Miguel Fernández                                                  | All:G. Boulogne Cap:                                                   |
| 23-4-1983                                                              | Parigi                                                                 | Francia                                                                | 4 – 0                                                                  | Jugoslavia                                                             | Amichevole                                                             | Yvon Le Roux 2 Dominique Rocheteau José Touré                          | All:G. Boulogne Cap:                                                   |
| 31-5-1983                                                              | Lussemburgo                                                            | Belgio                                                                 | 1 – 1                                                                  | Francia                                                                | Amichevole                                                             | Didier Six                                                             | All:G. Boulogne Cap:                                                   |
| 7-9-1983                                                               | Copenaghen                                                             | Danimarca                                                              | 3 – 1                                                                  | Francia                                                                | Amichevole                                                             | Michel Platini                                                         | All:G. Boulogne Cap:                                                   |
| 5-10-1983                                                              | Parigi                                                                 | Francia                                                                | 1 – 1                                                                  | Spagna                                                                 | Amichevole                                                             | Dominique Rocheteau                                                    | All:G. Boulogne Cap:                                                   |
| 12-11-1983                                                             | Zagabria                                                               | Jugoslavia                                                             | 0 – 0                                                                  | Francia                                                                | Amichevole                                                             | -                                                                      | All:G. Boulogne Cap:                                                   |
| 29-2-1984                                                              | Parigi                                                                 | Francia                                                                | 2 – 0                                                                  | Inghilterra                                                            | Amichevole                                                             | 2 Michel Platini                                                       | All:G. Boulogne Cap:                                                   |
| 28-3-1984                                                              | Bordeaux                                                               | Francia                                                                | 1 – 0                                                                  | Austria                                                                | Amichevole                                                             | Dominique Rocheteau                                                    | All:G. Boulogne Cap:                                                   |
| 18-4-1984                                                              | Strasburgo                                                             | Francia                                                                | 1 – 0                                                                  | Germania Ovest                                                         | Amichevole                                                             | Bernard Genghini                                                       | All:G. Boulogne Cap:                                                   |
| 1-6-1984                                                               | Marsiglia                                                              | Francia                                                                | 2 – 0                                                                  | Scozia                                                                 | Amichevole                                                             | Alain Giresse Bernard Lacombe                                          | All:G. Boulogne Cap:                                                   |
| 12-6-1984                                                              | Parigi                                                                 | Francia                                                                | 1 – 0                                                                  | Danimarca                                                              | Euro 1984 - 1º turno                                                   | Michel Platini                                                         | All:G. Boulogne Cap:                                                   |
| 16-6-1984                                                              | Nantes                                                                 | Francia                                                                | 5 – 0                                                                  | Belgio                                                                 | Euro 1984 - 1º turno                                                   | 3 Michel Platini Alain Giresse Luis Miguel Fernández                   | All:G. Boulogne Cap:                                                   |
| 19-6-1984                                                              | Saint-Étienne                                                          | Francia                                                                | 3 – 2                                                                  | Jugoslavia                                                             | Euro 1984 - 1º turno                                                   | 3 Michel Platini                                                       | All:G. Boulogne Cap:                                                   |
| 23-6-1984                                                              | Marsiglia                                                              | Francia                                                                | 3 – 2 dts                                                              | Portogallo                                                             | Euro 1984 - Semifinale                                                 | 2 Jean-François Domergue Michel Platini                                | All:G. Boulogne Cap:                                                   |
| 27-6-1984                                                              | Parigi                                                                 | Francia                                                                | 2 – 0                                                                  | Spagna                                                                 | Euro 1984 - Finale                                                     | Michel Platini Bruno Bellone                                           | 1º Titolo Europeo All:G. Boulogne Cap:                                 |
| 13-10-1984                                                             | Lussemburgo                                                            | Lussemburgo                                                            | 0 – 4                                                                  | Francia                                                                | Qual. Mondiali 1986                                                    | Patrick Battiston Michel Platini Yannick Stopyra                       | All:H. Michel Cap:                                                     |
| 21-11-1984                                                             | Parigi                                                                 | Francia                                                                | 1 – 0                                                                  | Bulgaria                                                               | Qual. Mondiali 1986                                                    | Michel Platini                                                         | All:H. Michel Cap:                                                     |
| 8-12-1984                                                              | Parigi                                                                 | Francia                                                                | 2 – 0                                                                  | Germania Est                                                           | Qual. Mondiali 1986                                                    | Yannick Stopyra Philippe Anziani                                       | All:H. Michel Cap:                                                     |
| 3-4-1985                                                               | Sarajevo                                                               | Jugoslavia                                                             | 0 – 0                                                                  | Francia                                                                | Qual. Mondiali 1986                                                    | -                                                                      | All:H. Michel Cap:                                                     |
| 2-5-1985                                                               | Sofia                                                                  | Bulgaria                                                               | 2 – 0                                                                  | Francia                                                                | Qual. Mondiali 1986                                                    | -                                                                      | All:H. Michel Cap:                                                     |
| 21-8-1985                                                              | Parigi                                                                 | Francia                                                                | 2 – 0                                                                  | Uruguay                                                                | Trofeo Artemio Franchi                                                 | Dominique Rocheteau José Touré                                         | All:H. Michel Cap:                                                     |
| 11-9-1985                                                              | Lipsia                                                                 | Germania Est                                                           | 2 – 0                                                                  | Francia                                                                | Qual. Mondiali 1986                                                    | -                                                                      | All:H. Michel Cap:                                                     |
| 30-10-1985                                                             | Parigi                                                                 | Francia                                                                | 6 – 0                                                                  | Lussemburgo                                                            | Qual. Mondiali 1986                                                    | 3 Dominique Rocheteau José Touré Alain Giresse Luis Miguel Fernández   | All:H. Michel Cap:                                                     |
| 16-11-1985                                                             | Parigi                                                                 | Francia                                                                | 2 – 0                                                                  | Jugoslavia                                                             | Qual. Mondiali 1986                                                    | 2 Michel Platini                                                       | All:H. Michel Cap:                                                     |
| 26-2-1986                                                              | Parigi                                                                 | Francia                                                                | 0 – 0                                                                  | Irlanda del Nord                                                       | Amichevole                                                             | -                                                                      | All:H. Michel Cap:                                                     |
| 26-5-1986                                                              | Parigi                                                                 | Francia                                                                | 2 – 0                                                                  | Argentina                                                              | Amichevole                                                             | Jean-Marc Ferreri Philippe Vercruysse                                  | All:H. Michel Cap:                                                     |
| 1-6-1986                                                               | León                                                                   | Francia                                                                | 1 – 0                                                                  | Canada                                                                 | Mondiali 1986 - 1º turno                                               | Jean-Pierre Papin                                                      | All:H. Michel Cap:                                                     |
| 6-6-1986                                                               | León                                                                   | Francia                                                                | 1 – 1                                                                  | Unione Sovietica                                                       | Mondiali 1986 - 1º turno                                               | Luis Miguel Fernández                                                  | All:H. Michel Cap:                                                     |
| 10-6-1986                                                              | León                                                                   | Francia                                                                | 3 – 0                                                                  | Ungheria                                                               | Mondiali 1986 - 1º turno                                               | Yannick Stopyra Jean Tigana Dominique Rocheteau                        | All:H. Michel Cap:                                                     |
| 17-6-1986                                                              | Città del Messico                                                      | Francia                                                                | 2 – 0                                                                  | Italia                                                                 | Mondiali 1986 - Ottavi                                                 | Michel Platini Yannick Stopyra                                         | All:H. Michel Cap:                                                     |
| 21-6-1986                                                              | Guadalajara                                                            | Brasile                                                                | 1 – 1 (3-4 dtr)                                                        | Francia                                                                | Mondiali 1986 - Quarti                                                 | Michel Platini                                                         | All:H. Michel Cap:                                                     |
| 25-6-1986                                                              | Guadalajara                                                            | Germania Ovest                                                         | 2 – 0                                                                  | Francia                                                                | Mondiali 1986 - Semifinale                                             | -                                                                      | All:H. Michel Cap:                                                     |
| 28-6-1986                                                              | Puebla                                                                 | Francia                                                                | 4 – 2 dts                                                              | Belgio                                                                 | Mondiali 1986 - Finale 3º-4º posto                                     | Jean-Marc Ferreri Jean-Pierre Papin Bernard Genghini Manuel Amoros     | All:H. Michel Cap:                                                     |
| 19-8-1986                                                              | Losanna                                                                | Svizzera                                                               | 2 – 0                                                                  | Francia                                                                | Amichevole                                                             | -                                                                      | All:H. Michel Cap:                                                     |
| 10-9-1986                                                              | Reykjavík                                                              | Islanda                                                                | 0 – 0                                                                  | Francia                                                                | Qual. Euro 1988                                                        | -                                                                      | All:H. Michel Cap:                                                     |
| 11-10-1986                                                             | Parigi                                                                 | Francia                                                                | 0 – 2                                                                  | Unione Sovietica                                                       | Qual. Euro 1988                                                        | -                                                                      | All:H. Michel Cap:                                                     |
| 19-10-1986                                                             | Lipsia                                                                 | Germania Est                                                           | 0 – 0                                                                  | Francia                                                                | Qual. Euro 1988                                                        | -                                                                      | All:H. Michel Cap:                                                     |
| 29-4-1987                                                              | Parigi                                                                 | Francia                                                                | 2 – 0                                                                  | Islanda                                                                | Qual. Euro 1988                                                        | Carmelo Miccicche Yannick Stopyra                                      | All:H. Michel Cap:                                                     |
| 16-6-1987                                                              | Oslo                                                                   | Norvegia                                                               | 2 – 0                                                                  | Francia                                                                | Qual. Euro 1988                                                        | -                                                                      | All:H. Michel Cap:                                                     |
| 12-8-1987                                                              | Berlino                                                                | Germania Ovest                                                         | 2 – 1                                                                  | Francia                                                                | Amichevole                                                             | Éric Cantona                                                           | All:H. Michel Cap:                                                     |
| 9-9-1987                                                               | Mosca                                                                  | Unione Sovietica                                                       | 1 – 1                                                                  | Francia                                                                | Qual. Euro 1988                                                        | José Touré                                                             | All:H. Michel Cap:                                                     |
| 14-10-1987                                                             | Parigi                                                                 | Francia                                                                | 1 – 1                                                                  | Norvegia                                                               | Qual. Euro 1988                                                        | Philippe Fargeon                                                       | All:H. Michel Cap:                                                     |
| 18-11-1987                                                             | Parigi                                                                 | Francia                                                                | 0 – 1                                                                  | Germania Est                                                           | Qual. Euro 1988                                                        | -                                                                      | All:H. Michel Cap:                                                     |
| 27-1-1988                                                              | Tel-Aviv                                                               | Israele                                                                | 1 – 1                                                                  | Francia                                                                | Amichevole                                                             | Yannick Stopyra                                                        | All:H. Michel Cap:                                                     |
| 2-2-1988                                                               | Tolosa                                                                 | Francia                                                                | 2 – 1                                                                  | Svizzera                                                               | Amichevole                                                             | Gérald Passi Philippe Fargeon                                          | All:H. Michel Cap:                                                     |
| 5-2-1988                                                               | Monte Carlo                                                            | Francia                                                                | 2 – 1                                                                  | Marocco                                                                | Amichevole                                                             | autorete Yannick Stopyra                                               | All:H. Michel Cap:                                                     |
| 23-3-1988                                                              | Bordeaux                                                               | Francia                                                                | 2 – 1                                                                  | Spagna                                                                 | Amichevole                                                             | Gérald Passi Luis Miguel Fernández                                     | All:H. Michel Cap:                                                     |
| 27-4-1988                                                              | Belfast                                                                | Irlanda del Nord                                                       | 0 – 0                                                                  | Francia                                                                | Amichevole                                                             | -                                                                      | All:H. Michel Cap:                                                     |
| 24-8-1988                                                              | Parigi                                                                 | Francia                                                                | 1 – 1                                                                  | Cecoslovacchia                                                         | Amichevole                                                             | Stéphane Paille                                                        | All:H. Michel Cap:                                                     |
| 28-9-1988                                                              | Parigi                                                                 | Francia                                                                | 1 – 0                                                                  | Norvegia                                                               | Qual. Mondiali 1990                                                    | Jean-Pierre Papin                                                      | All:H. Michel Cap:                                                     |
| 2-10-1988                                                              | Nicosia                                                                | Cipro                                                                  | 1 – 1                                                                  | Francia                                                                | Qual. Mondiali 1990                                                    | Daniel Xuereb                                                          | All:H. Michel Cap:                                                     |
| 19-10-1988                                                             | Belgrado                                                               | Jugoslavia                                                             | 3 – 2                                                                  | Francia                                                                | Qual. Mondiali 1990                                                    | Christian Perez Franck Sauzée                                          | All:M. Platini Cap:                                                    |
| 7-2-1989                                                               | Dublino                                                                | Irlanda                                                                | 0 – 0                                                                  | Francia                                                                | Amichevole                                                             | -                                                                      | All:M. Platini Cap:                                                    |
| 8-3-1989                                                               | Glasgow                                                                | Scozia                                                                 | 2 – 0                                                                  | Francia                                                                | Qual. Mondiali 1990                                                    | -                                                                      | All:M. Platini Cap:                                                    |
| 29-4-1989                                                              | Parigi                                                                 | Francia                                                                | 0 – 0                                                                  | Jugoslavia                                                             | Qual. Mondiali 1990                                                    | -                                                                      | All:M. Platini Cap:                                                    |
| 16-8-1989                                                              | Malmö                                                                  | Svezia                                                                 | 2 – 4                                                                  | Francia                                                                | Amichevole                                                             | 2 Éric Cantona Jean-Pierre Papin                                       | All:M. Platini Cap:                                                    |
| 5-9-1989                                                               | Oslo                                                                   | Norvegia                                                               | 1 – 1                                                                  | Francia                                                                | Qual. Mondiali 1990                                                    | Jean-Pierre Papin                                                      | All:M. Platini Cap:                                                    |
| 11-10-1989                                                             | Parigi                                                                 | Francia                                                                | 3 – 0                                                                  | Scozia                                                                 | Qual. Mondiali 1990                                                    | Didier Deschamps Éric Cantona autorete                                 | All:M. Platini Cap:                                                    |
| 18-11-1989                                                             | Tolosa                                                                 | Francia                                                                | 2 – 0                                                                  | Cipro                                                                  | Qual. Mondiali 1990                                                    | Didier Deschamps Laurent Blanc                                         | All:M. Platini Cap:                                                    |
| 21-1-1990                                                              | Madinat al-Kuwait                                                      | Kuwait                                                                 | 0 – 1                                                                  | Francia                                                                | Amichevole                                                             | Laurent Blanc                                                          | All:M. Platini Cap:                                                    |
| 24-1-1990                                                              | Madinat al-Kuwait                                                      | Germania Est                                                           | 0 – 3                                                                  | Francia                                                                | Amichevole                                                             | 2 Éric Cantona Didier Deschamps                                        | All:M. Platini Cap:                                                    |
| 28-2-1990                                                              | Montpellier                                                            | Francia                                                                | 2 – 1                                                                  | Germania Ovest                                                         | Amichevole                                                             | Jean-Pierre Papin Éric Cantona                                         | All:M. Platini Cap:                                                    |
| 28-3-1990                                                              | Budapest                                                               | Ungheria                                                               | 1 – 3                                                                  | Francia                                                                | Amichevole                                                             | 2 Éric Cantona Franck Sauzée                                           | All:M. Platini Cap:                                                    |
| 15-8-1990                                                              | Parigi                                                                 | Francia                                                                | 0 – 0                                                                  | Polonia                                                                | Amichevole                                                             | -                                                                      | All:M. Platini Cap:                                                    |
| 5-9-1990                                                               | Reykjavík                                                              | Islanda                                                                | 1 – 2                                                                  | Francia                                                                | Qual. Euro 1992                                                        | Jean-Pierre Papin Éric Cantona                                         | All:M. Platini Cap:                                                    |
| 13-10-1990                                                             | Parigi                                                                 | Francia                                                                | 2 – 1                                                                  | Cecoslovacchia                                                         | Qual. Euro 1992                                                        | 2 Jean-Pierre Papin                                                    | All:M. Platini Cap:                                                    |
| 17-11-1990                                                             | Tirana                                                                 | Albania                                                                | 0 – 1                                                                  | Francia                                                                | Qual. Euro 1992                                                        | Basile Boli                                                            | All:M. Platini Cap:                                                    |
| Totale                                                                 |                                                                        | Presenze                                                               | 91                                                                     |                                                                        | Reti                                                                   | 140                                                                    |                                                                        |

## Partite dal 1991 al 2000
| Cronologia completa delle presenze e delle reti in nazionale ― Francia | Cronologia completa delle presenze e delle reti in nazionale ― Francia | Cronologia completa delle presenze e delle reti in nazionale ― Francia | Cronologia completa delle presenze e delle reti in nazionale ― Francia | Cronologia completa delle presenze e delle reti in nazionale ― Francia | Cronologia completa delle presenze e delle reti in nazionale ― Francia | Cronologia completa delle presenze e delle reti in nazionale ― Francia                                                             | Cronologia completa delle presenze e delle reti in nazionale ― Francia |
| Data                                                                   | Città                                                                  | In casa                                                                | Risultato                                                              | Ospiti                                                                 | Competizione                                                           | Reti | Note                                                                   |
| ---------------------------------------------------------------------- | ---------------------------------------------------------------------- | ---------------------------------------------------------------------- | ---------------------------------------------------------------------- | ---------------------------------------------------------------------- | ---------------------------------------------------------------------- | --- | ---------------------------------------------------------------------- |
| 20-2-1991                                                              | Parigi                                                                 | Francia                                                                | 3 – 1                                                                  | Spagna                                                                 | Qual. Euro 1992                                                        | Franck Sauzée Jean-Pierre Papin Laurent Blanc                                                                                      | All:M. Platini Cap:                                                    |
| 30-3-1991                                                              | Parigi                                                                 | Francia                                                                | 5 – 0                                                                  | Albania                                                                | Qual. Euro 1992                                                        | 2 Franck Sauzée 2 Jean-Pierre Papin autorete                                                                                       | All:M. Platini Cap:                                                    |
| 14-8-1991                                                              | Poznań                                                                 | Polonia                                                                | 1 – 5                                                                  | Francia                                                                | Amichevole                                                             | Franck Sauzée Jean-Pierre Papin Amara Simba Laurent Blanc Christian Perez                                                          | All:M. Platini Cap:                                                    |
| 4-9-1991                                                               | Bratislava                                                             | Cecoslovacchia                                                         | 1 – 2                                                                  | Francia                                                                | Qual. Euro 1992                                                        | 2 Jean-Pierre Papin | All:M. Platini Cap:                                                    |
| 12-10-1991                                                             | Siviglia                                                               | Spagna                                                                 | 1 – 2                                                                  | Francia                                                                | Qual. Euro 1992                                                        | Luis Miguel Fernández Jean-Pierre Papin                                                                                            | All:M. Platini Cap:                                                    |
| 20-11-1991                                                             | Parigi                                                                 | Francia                                                                | 3 – 1                                                                  | Islanda                                                                | Qual. Euro 1992                                                        | Amara Simba 2 Éric Cantona | All:M. Platini Cap:                                                    |
| 19-2-1992                                                              | Londra                                                                 | Inghilterra                                                            | 2 – 0                                                                  | Francia                                                                | Amichevole                                                             | - | All:M. Platini Cap:                                                    |
| 25-3-1992                                                              | Parigi                                                                 | Francia                                                                | 3 – 3                                                                  | Belgio                                                                 | Amichevole                                                             | 2 Jean-Pierre Papin Pascal Vahirua                                                                                                 | All:M. Platini Cap:                                                    |
| 27-5-1992                                                              | Losanna                                                                | Svizzera                                                               | 2 – 1                                                                  | Francia                                                                | Amichevole                                                             | Fabrice Divert | All:M. Platini Cap:                                                    |
| 5-6-1992                                                               | Lens                                                                   | Francia                                                                | 1 – 1                                                                  | Paesi Bassi                                                            | Amichevole                                                             | Jean-Pierre Papin | All:M. Platini Cap:                                                    |
| 10-6-1992                                                              | Stoccolma                                                              | Svezia                                                                 | 1 – 1                                                                  | Francia                                                                | Euro 1992                                                              | Jean-Pierre Papin | All:M. Platini Cap:                                                    |
| 14-6-1992                                                              | Malmö                                                                  | Inghilterra                                                            | 0 – 0                                                                  | Francia                                                                | Euro 1992                                                              | - | All:M. Platini Cap:                                                    |
| 17-6-1992                                                              | Malmö                                                                  | Danimarca                                                              | 2 – 1                                                                  | Francia                                                                | Euro 1992                                                              | Jean-Pierre Papin | All:M. Platini Cap:                                                    |
| 26-8-1992                                                              | Parigi                                                                 | Francia                                                                | 0 – 2                                                                  | Brasile                                                                | Amichevole                                                             | - | All:G. Houllier Cap:                                                   |
| 9-9-1992                                                               | Sofia                                                                  | Bulgaria                                                               | 2 – 0                                                                  | Francia                                                                | Qual. Mondiali 1994                                                    | - | All:G. Houllier Cap:                                                   |
| 14-10-1992                                                             | Parigi                                                                 | Francia                                                                | 2 – 0                                                                  | Austria                                                                | Qual. Mondiali 1994                                                    | Jean-Pierre Papin Éric Cantona | All:G. Houllier Cap:                                                   |
| 14-11-1992                                                             | Parigi                                                                 | Francia                                                                | 2 – 0                                                                  | Finlandia                                                              | Qual. Mondiali 1994                                                    | Jean-Pierre Papin Éric Cantona | All:G. Houllier Cap:                                                   |
| 17-2-1993                                                              | Tel-Aviv                                                               | Israele                                                                | 0 – 4                                                                  | Francia                                                                | Qual. Mondiali 1994                                                    | Éric Cantona 2 Laurent Blanc Alain Roche                                                                                           | All:G. Houllier Cap:                                                   |
| 27-3-1993                                                              | Vienna                                                                 | Austria                                                                | 0 – 1                                                                  | Francia                                                                | Qual. Mondiali 1994                                                    | Jean-Pierre Papin | All:G. Houllier Cap:                                                   |
| 28-4-1993                                                              | Parigi                                                                 | Francia                                                                | 2 – 1                                                                  | Svezia                                                                 | Qual. Mondiali 1994                                                    | 2 Éric Cantona | All:G. Houllier Cap:                                                   |
| 28-7-1993                                                              | Caen                                                                   | Francia                                                                | 3 – 1 (All:G. Houllier Cap: dtr)                                       | Russia                                                                 | Amichevole                                                             | Franck Sauzée Éric Cantona Jean-Pierre Papin                                                                                       |                                                                        |
| 22-8-1993                                                              | Stoccolma                                                              | Svezia                                                                 | 1 – 1                                                                  | Francia                                                                | Qual. Mondiali 1994                                                    | Franck Sauzée | All:G. Houllier Cap:                                                   |
| 8-9-1993                                                               | Tampere                                                                | Finlandia                                                              | 0 – 2                                                                  | Francia                                                                | Qual. Mondiali 1994                                                    | Laurent Blanc Jean-Pierre Papin | All:G. Houllier Cap:                                                   |
| 13-10-1993                                                             | Parigi                                                                 | Francia                                                                | 2 – 3                                                                  | Israele                                                                | Qual. Mondiali 1994                                                    | Franck Sauzée David Ginola | All:G. Houllier Cap:                                                   |
| 17-11-1993                                                             | Parigi                                                                 | Francia                                                                | 1 – 2                                                                  | Bulgaria                                                               | Qual. Mondiali 1994                                                    | Éric Cantona | All:G. Houllier Cap:                                                   |
| 16-2-1994                                                              | Napoli                                                                 | Italia                                                                 | 0 – 1                                                                  | Francia                                                                | Amichevole                                                             | Youri Djorkaeff | All:A. Jacquet Cap:                                                    |
| 22-3-1994                                                              | Lione                                                                  | Francia                                                                | 3 – 1                                                                  | Cile                                                                   | Amichevole                                                             | Jean-Pierre Papin Youri Djorkaeff Corentin Martins                                                                                 | All:A. Jacquet Cap:                                                    |
| 26-5-1994                                                              | Kōbe                                                                   | Francia                                                                | 3 – 1                                                                  | Australia                                                              | Kirin Cup                                                              | Éric Cantona | All:A. Jacquet Cap:                                                    |
| 29-5-1994                                                              | Tokyo                                                                  | Giappone                                                               | 1 – 4                                                                  | Francia                                                                | Kirin Cup                                                              | Youri Djorkaeff Jean-Pierre Papin autorete David Ginola                                                                            | All:A. Jacquet Cap:                                                    |
| 17-8-1994                                                              | Bordeaux                                                               | Francia                                                                | 2 – 2                                                                  | Rep. Ceca                                                              | Amichevole                                                             | 2 Zinédine Zidane | All:A. Jacquet Cap:                                                    |
| 7-9-1994                                                               | Bratislava                                                             | Slovacchia                                                             | 0 – 0                                                                  | Francia                                                                | Qual. Euro 1996                                                        | - | All:A. Jacquet Cap:                                                    |
| 8-10-1994                                                              | Saint-Étienne                                                          | Francia                                                                | 0 – 0                                                                  | Romania                                                                | Qual. Euro 1996                                                        | - | All:A. Jacquet Cap:                                                    |
| 6-11-1994                                                              | Zabrze                                                                 | Polonia                                                                | 0 – 0                                                                  | Francia                                                                | Qual. Euro 1996                                                        | - | All:A. Jacquet Cap:                                                    |
| 13-12-1994                                                             | Trebisonda                                                             | Azerbaigian                                                            | 0 – 2                                                                  | Francia                                                                | Qual. Euro 1996                                                        | Jean-Pierre Papin Patrice Loko | All:A. Jacquet Cap:                                                    |
| 18-1-1995                                                              | Utrecht                                                                | Paesi Bassi                                                            | 0 – 1                                                                  | Francia                                                                | Amichevole                                                             | Patrice Loko | All:A. Jacquet Cap:                                                    |
| 29-3-1995                                                              | Tel Aviv                                                               | Israele                                                                | 0 – 0                                                                  | Francia                                                                | Qual. Euro 1996                                                        | - | All:A. Jacquet Cap:                                                    |
| 26-4-1995                                                              | Nantes                                                                 | Francia                                                                | 4 – 0                                                                  | Slovacchia                                                             | Qual. Euro 1996                                                        | autorete David Ginola Laurent Blanc Vincent Guérin                                                                                 | All:A. Jacquet Cap:                                                    |
| 22-7-1995                                                              | Oslo                                                                   | Norvegia                                                               | 0 – 0                                                                  | Francia                                                                | Amichevole                                                             | - | All:A. Jacquet Cap:                                                    |
| 16-8-1995                                                              | Parigi                                                                 | Francia                                                                | 1 – 1                                                                  | Polonia                                                                | Qual. Euro 1996                                                        | Youri Djorkaeff | All:A. Jacquet Cap:                                                    |
| 6-9-1995                                                               | Auxerre                                                                | Francia                                                                | 10 – 0                                                                 | Azerbaigian                                                            | Qual. Euro 1996                                                        | Marcel Desailly 2 Youri Djorkaeff Vincent Guérin Reynald Pedros 2 Frank Lebœuf Christophe Dugarry Zinédine Zidane Cristophe Cocard | All:A. Jacquet Cap:                                                    |
| 11-10-1995                                                             | Bucarest                                                               | Romania                                                                | 1 – 3                                                                  | Francia                                                                | Qual. Euro 1996                                                        | Christian Karembeu Youri Djorkaeff Zinédine Zidane                                                                                 | All:A. Jacquet Cap:                                                    |
| 15-11-1995                                                             | Caen                                                                   | Francia                                                                | 2 – 0                                                                  | Israele                                                                | Qual. Euro 1996                                                        | Youri Djorkaeff Bixente Lizarazu                                                                                                   | All:A. Jacquet Cap:                                                    |
| 24-1-1996                                                              | Parigi                                                                 | Francia                                                                | 3 – 2                                                                  | Portogallo                                                             | Amichevole                                                             | 2 Youri Djorkaeff Reynald Pedros                                                                                                   | All:A. Jacquet Cap:                                                    |
| 21-2-1996                                                              | Nîmes                                                                  | Francia                                                                | 3 – 1                                                                  | Grecia                                                                 | Amichevole                                                             | 2 Patrice Loko Zinédine Zidane | All:A. Jacquet Cap:                                                    |
| 27-3-1996                                                              | Bruxelles                                                              | Belgio                                                                 | 0 – 2                                                                  | Francia                                                                | Amichevole                                                             | autorete Sabri Lamouchi | All:A. Jacquet Cap:                                                    |
| 29-5-1996                                                              | Strasburgo                                                             | Francia                                                                | 2 – 0                                                                  | Finlandia                                                              | Amichevole                                                             | Patrice Loko Reynald Pedros | All:A. Jacquet Cap:                                                    |
| 1-6-1996                                                               | Stoccarda                                                              | Germania                                                               | 0 – 1                                                                  | Francia                                                                | Amichevole                                                             | Laurent Blanc | All:A. Jacquet Cap:                                                    |
| 5-6-1996                                                               | Villeneuve-d'Ascq                                                      | Francia                                                                | 2 – 0                                                                  | Armenia                                                                | Amichevole                                                             | Jocelyn Angloma Mickaël Madar | All:A. Jacquet Cap:                                                    |
| 10-6-1996                                                              | Newcastle upon Tyne                                                    | Romania                                                                | 0 – 1                                                                  | Francia                                                                | Euro 1996 - 1º turno                                                   | Christophe Dugarry | All:A. Jacquet Cap:                                                    |
| 13-6-1996                                                              | Leeds                                                                  | Francia                                                                | 1 – 1                                                                  | Spagna                                                                 | Euro 1996 - 1º turno                                                   | Youri Djorkaeff | All:A. Jacquet Cap:                                                    |
| 18-6-1996                                                              | Newcastle upon Tyne                                                    | Francia                                                                | 3 – 1                                                                  | Bulgaria                                                               | Euro 1996 - 1º turno                                                   | Laurent Blanc autorete Patrice Loko                                                                                                | All:A. Jacquet Cap:                                                    |
| 22-6-1996                                                              | Liverpool                                                              | Francia                                                                | 0 – 0 (5-4 dtr)                                                        | Paesi Bassi                                                            | Euro 1996 - Quarti                                                     | - | All:A. Jacquet Cap:                                                    |
| 26-6-1996                                                              | Manchester                                                             | Francia                                                                | 0 – 0 (5-6 dtr)                                                        | Rep. Ceca                                                              | Euro 1996 - Semifinale                                                 | - | All:A. Jacquet Cap:                                                    |
| 31-8-1996                                                              | Parigi                                                                 | Francia                                                                | 2 – 0                                                                  | Messico                                                                | Amichevole                                                             | Nicolas Ouédec Youri Djorkaeff | All:A. Jacquet Cap:                                                    |
| 9-10-1996                                                              | Parigi                                                                 | Francia                                                                | 4 – 0                                                                  | Turchia                                                                | Amichevole                                                             | Laurent Blanc Reynald Pedros Youri Djorkaeff Robert Pirès                                                                          | All:A. Jacquet Cap:                                                    |
| 9-11-1996                                                              | Copenaghen                                                             | Danimarca                                                              | 1 – 0                                                                  | Francia                                                                | Amichevole                                                             | - | All:A. Jacquet Cap:                                                    |
| 22-1-1997                                                              | Braga                                                                  | Portogallo                                                             | 0 – 2                                                                  | Francia                                                                | Amichevole                                                             | Didier Deschamps Ibrahim Ba | All:A. Jacquet Cap:                                                    |
| 26-2-1997                                                              | Parigi                                                                 | Francia                                                                | 2 – 1                                                                  | Paesi Bassi                                                            | Amichevole                                                             | Robert Pirès Patrice Loko | All:A. Jacquet Cap:                                                    |
| 2-4-1997                                                               | Parigi                                                                 | Francia                                                                | 1 – 0                                                                  | Svezia                                                                 | Amichevole                                                             | Youri Djorkaeff | All:A. Jacquet Cap:                                                    |
| 3-6-1997                                                               | Lione                                                                  | Francia                                                                | 1 – 1                                                                  | Brasile                                                                | Torneo di Francia                                                      | Marc Keller | All:A. Jacquet Cap:                                                    |
| 7-6-1997                                                               | Montpellier                                                            | Francia                                                                | 0 – 1                                                                  | Inghilterra                                                            | Torneo di Francia                                                      | - | All:A. Jacquet Cap:                                                    |
| 11-6-1997                                                              | Parigi                                                                 | Francia                                                                | 2 – 2                                                                  | Italia                                                                 | Torneo di Francia                                                      | Zinédine Zidane Youri Djorkaeff | All:A. Jacquet Cap:                                                    |
| 11-10-1997                                                             | Lens                                                                   | Francia                                                                | 2 – 1                                                                  | Sudafrica                                                              | Amichevole                                                             | Stéphane Guivarc'h Ibrahim Ba | All:A. Jacquet Cap:                                                    |
| 12-11-1997                                                             | Saint-Étienne                                                          | Francia                                                                | 2 – 1                                                                  | Scozia                                                                 | Amichevole                                                             | Pierre Laigle Youri Djorkaeff | All:A. Jacquet Cap:                                                    |
| 28-1-1998                                                              | Saint-Denis                                                            | Francia                                                                | 1 – 0                                                                  | Spagna                                                                 | Amichevole                                                             | Zinédine Zidane | All:A. Jacquet Cap:                                                    |
| 25-2-1998                                                              | Marsiglia                                                              | Francia                                                                | 3 – 3                                                                  | Norvegia                                                               | Amichevole                                                             | Laurent Blanc Zinédine Zidane Marcel Desailly                                                                                      | All:A. Jacquet Cap:                                                    |
| 25-3-1998                                                              | Mosca                                                                  | Russia                                                                 | 1 – 0                                                                  | Francia                                                                | Amichevole                                                             | - | All:A. Jacquet Cap:                                                    |
| 22-4-1998                                                              | Stoccolma                                                              | Svezia                                                                 | 0 – 0                                                                  | Francia                                                                | Amichevole                                                             | - | All:A. Jacquet Cap:                                                    |
| 27-5-1998                                                              | Casablanca                                                             | Belgio                                                                 | 0 – 1                                                                  | Francia                                                                | Amichevole                                                             | Zinédine Zidane | All:A. Jacquet Cap:                                                    |
| 29-5-1998                                                              | Casablanca                                                             | Marocco                                                                | 2 – 2 (6-5 dtr)                                                        | Francia                                                                | Amichevole                                                             | Laurent Blanc Youri Djorkaeff | All:A. Jacquet Cap:                                                    |
| 5-6-1998                                                               | Helsinki                                                               | Finlandia                                                              | 0 – 1                                                                  | Francia                                                                | Amichevole                                                             | David Trezeguet | All:A. Jacquet Cap:                                                    |
| 12-6-1998                                                              | Marsiglia                                                              | Francia                                                                | 3 – 0                                                                  | Sudafrica                                                              | Mondiali 1998 - 1º turno                                               | Christophe Dugarry autorete Thierry Henry                                                                                          | All:A. Jacquet Cap:                                                    |
| 18-6-1998                                                              | Saint-Denis                                                            | Francia                                                                | 4 – 0                                                                  | Arabia Saudita                                                         | Mondiali 1998 - 1º turno                                               | 2 Thierry Henry David Trezeguet Bixente Lizarazu                                                                                   | All:A. Jacquet Cap:                                                    |
| 24-6-1998                                                              | Lione                                                                  | Francia                                                                | 2 – 1                                                                  | Danimarca                                                              | Mondiali 1998 - 1º turno                                               | Youri Djorkaeff Emmanuel Petit | All:A. Jacquet Cap:                                                    |
| 28-6-1998                                                              | Lens                                                                   | Francia                                                                | 1 – 0                                                                  | Paraguay                                                               | Mondiali 1998 - Ottavi                                                 | Laurent Blanc | All:A. Jacquet Cap:                                                    |
| 3-7-1998                                                               | Saint-Denis                                                            | Francia                                                                | 0 – 0 (4-3 dtr)                                                        | Italia                                                                 | Mondiali 1998 - Quarti                                                 | - | All:A. Jacquet Cap:                                                    |
| 8-7-1998                                                               | Saint-Denis                                                            | Francia                                                                | 2 – 1                                                                  | Croazia                                                                | Mondiali 1998 - Semifinale                                             | 2 Lilian Thuram | All:A. Jacquet Cap:                                                    |
| 12-7-1998                                                              | Saint-Denis                                                            | Francia                                                                | 3 – 0                                                                  | Brasile                                                                | Mondiali 1998 - Finale                                                 | 2 Zinédine Zidane Emmanuel Petit                                                                                                   | 1º Titolo Mondiale All:A. Jacquet Cap:                                 |
| 19-8-1998                                                              | Vienna                                                                 | Austria                                                                | 2 – 2                                                                  | Francia                                                                | Amichevole                                                             | Lilian Laslandes Alain Boghossian                                                                                                  | All:R. Lemerre Cap:                                                    |
| 5-9-1998                                                               | Reykjavík                                                              | Islanda                                                                | 1 – 1                                                                  | Francia                                                                | Qual. Euro 2000                                                        | Christophe Dugarry | All:R. Lemerre Cap:                                                    |
| 10-10-1998                                                             | Mosca                                                                  | Russia                                                                 | 2 – 3                                                                  | Francia                                                                | Qual. Euro 2000                                                        | Nicolas Anelka Robert Pirès Alain Boghossian                                                                                       | All:R. Lemerre Cap:                                                    |
| 14-10-1998                                                             | Saint-Denis                                                            | Francia                                                                | 2 – 0                                                                  | Andorra                                                                | Qual. Euro 2000                                                        | Vincent Candela Youri Djorkaeff | All:R. Lemerre Cap:                                                    |
| 20-1-1999                                                              | Marsiglia                                                              | Francia                                                                | 1 – 0                                                                  | Marocco                                                                | Amichevole                                                             | Youri Djorkaeff | All:R. Lemerre Cap:                                                    |
| 10-2-1999                                                              | Londra                                                                 | Inghilterra                                                            | 0 – 2                                                                  | Francia                                                                | Amichevole                                                             | 2 Nicolas Anelka | All:R. Lemerre Cap:                                                    |
| 27-3-1999                                                              | Saint-Denis                                                            | Francia                                                                | 0 – 0                                                                  | Ucraina                                                                | Qual. Euro 2000                                                        | - | All:R. Lemerre Cap:                                                    |
| 31-3-1999                                                              | Saint-Denis                                                            | Francia                                                                | 2 – 0                                                                  | Armenia                                                                | Qual. Euro 2000                                                        | Sylvain Wiltord Christophe Dugarry                                                                                                 | All:R. Lemerre Cap:                                                    |
| 5-6-1999                                                               | Saint-Denis                                                            | Francia                                                                | 2 – 3                                                                  | Russia                                                                 | Qual. Euro 2000                                                        | Emmanuel Petit Sylvain Wiltord | All:R. Lemerre Cap:                                                    |
| 9-6-1999                                                               | Barcellona                                                             | Andorra                                                                | 0 – 1                                                                  | Francia                                                                | Qual. Euro 2000                                                        | Frank Lebœuf | All:R. Lemerre Cap:                                                    |
| 18-8-1999                                                              | Belfast                                                                | Irlanda del Nord                                                       | 0 – 1                                                                  | Francia                                                                | Amichevole                                                             | Lilian Laslandes | All:R. Lemerre Cap:                                                    |
| 4-9-1999                                                               | Kiev                                                                   | Ucraina                                                                | 0 – 0                                                                  | Francia                                                                | Qual. Euro 2000                                                        | - | All:R. Lemerre Cap:                                                    |
| 8-9-1999                                                               | Erevan                                                                 | Armenia                                                                | 2 – 3                                                                  | Francia                                                                | Qual. Euro 2000                                                        | Youri Djorkaeff Zinédine Zidane Lilian Laslandes                                                                                   | All:R. Lemerre Cap:                                                    |
| 9-10-1999                                                              | Saint-Denis                                                            | Francia                                                                | 3 – 2                                                                  | Islanda                                                                | Qual. Euro 2000                                                        | autorete Youri Djorkaeff David Trezeguet                                                                                           | All:R. Lemerre Cap:                                                    |
| 13-10-1999                                                             | Saint-Denis                                                            | Francia                                                                | 3 – 0                                                                  | Croazia                                                                | Amichevole                                                             | Robert Pirès Florian Maurice Tony Vairelles                                                                                        | All:R. Lemerre Cap:                                                    |
| 23-2-2000                                                              | Saint-Denis                                                            | Francia                                                                | 1 – 0                                                                  | Polonia                                                                | Amichevole                                                             | Zinédine Zidane | All:R. Lemerre Cap:                                                    |
| 29-3-2000                                                              | Glasgow                                                                | Scozia                                                                 | 0 – 2                                                                  | Francia                                                                | Amichevole                                                             | Sylvain Wiltord Thierry Henry | All:R. Lemerre Cap:                                                    |
| 26-4-2000                                                              | Saint-Denis                                                            | Francia                                                                | 3 – 2                                                                  | Slovenia                                                               | Amichevole                                                             | 2 David Trezeguet Laurent Blanc | All:R. Lemerre Cap:                                                    |
| 28-5-2000                                                              | Zagabria                                                               | Croazia                                                                | 0 – 2                                                                  | Francia                                                                | Amichevole                                                             | Robert Pirès David Trezeguet | All:R. Lemerre Cap:                                                    |
| 4-6-2000                                                               | Casablanca                                                             | Giappone                                                               | 2 – 2                                                                  | Francia                                                                | Amichevole                                                             | Zinédine Zidane Youri Djorkaeff | All:R. Lemerre Cap:                                                    |
| 6-6-2000                                                               | Casablanca                                                             | Marocco                                                                | 1 – 5                                                                  | Francia                                                                | Amichevole                                                             | Thierry Henry Youri Djorkaeff Christophe Dugarry Nicolas Anelka Sylvain Wiltord                                                    | All:R. Lemerre Cap:                                                    |
| 11-6-2000                                                              | Bruges                                                                 | Francia                                                                | 3 – 0                                                                  | Danimarca                                                              | Euro 2000 - 1º turno                                                   | Laurent Blanc Thierry Henry Sylvain Wiltord                                                                                        | All:R. Lemerre Cap:                                                    |
| 16-6-2000                                                              | Bruges                                                                 | Rep. Ceca                                                              | 1 – 2                                                                  | Francia                                                                | Euro 2000 - 1º turno                                                   | Thierry Henry Youri Djorkaeff | All:R. Lemerre Cap:                                                    |
| 21-6-2000                                                              | Amsterdam                                                              | Paesi Bassi                                                            | 3 – 2                                                                  | Francia                                                                | Euro 2000 - 1º turno                                                   | Christophe Dugarry David Trezeguet                                                                                                 | All:R. Lemerre Cap:                                                    |
| 25-6-2000                                                              | Bruges                                                                 | Francia                                                                | 2 – 1                                                                  | Spagna                                                                 | Euro 2000 - Quarti                                                     | Zinédine Zidane Youri Djorkaeff | All:R. Lemerre Cap:                                                    |
| 28-6-2000                                                              | Bruxelles                                                              | Francia                                                                | 2 – 1 dts                                                              | Portogallo                                                             | Euro 2000 - Semifinale                                                 | Thierry Henry Zinédine Zidane | All:R. Lemerre Cap:                                                    |
| 2-7-2000                                                               | Rotterdam                                                              | Francia                                                                | 2 – 1 dts                                                              | Italia                                                                 | Euro 2000 - Finale                                                     | Sylvain Wiltord David Trezeguet | 2º Titolo Europeo All:R. Lemerre Cap:                                  |
| 16-8-2000                                                              | Marsiglia                                                              | Francia                                                                | 5 – 1                                                                  | World Stars                                                            | Amichevole                                                             | 3 David Trezeguet Robert Pirès Nicolas Anelka                                                                                      | All:R. Lemerre Cap:                                                    |
| 2-9-2000                                                               | Saint-Denis                                                            | Francia                                                                | 1 – 1                                                                  | Inghilterra                                                            | Amichevole                                                             | Emmanuel Petit | All:R. Lemerre Cap:                                                    |
| 4-10-2000                                                              | Saint-Denis                                                            | Francia                                                                | 1 – 1                                                                  | Camerun                                                                | Amichevole                                                             | Sylvain Wiltord | All:R. Lemerre Cap:                                                    |
| 7-10-2000                                                              | Johannesburg                                                           | Sudafrica                                                              | 0 – 0                                                                  | Francia                                                                | Amichevole                                                             | - | All:R. Lemerre Cap:                                                    |
| 15-11-2000                                                             | Istanbul                                                               | Turchia                                                                | 0 – 4                                                                  | Francia                                                                | Amichevole                                                             | David Trezeguet Sylvain Wiltord Johan Micoud Laurent Robert                                                                        | All:R. Lemerre Cap:                                                    |
| Totale                                                                 |                                                                        | Presenze                                                               | 111                                                                    |                                                                        | Reti                                                                   | 207 |                                                                        |